# Юстерё
Юстерё (швед. Ljusterö) — остров в Балтийском море, расположенный в коммуне Ёстерокер, в северной части Стокгольмского архипелага, примерно в 65 километрах к северу от центра Стокгольма. Сухопутной связи (моста) с материком не имеет. Но зато есть Юстерёлэдэн — маршрут общественного парома между портом Ёстано (материк, Ёстерокер) и причалом Смоскарсудд (Юстерё).
Имея площадь в 62 км² является 17-м по величине остров в стране и самым большим островом Стокгольмского архипелага.
В течение летнего сезона на нём проживает около 1500 постоянных жителей и 25 000—30 000 временных жителей из-за большого количества летних домов.

## История
Первоначально Юстерё был самостоятельным муниципалитетом, но в 1967 году стал частью коммуны Ёстерокер. В 1974 году все муниципалитеты Ёстерокер стали частью муниципалитета Ваксхольм. С 1983 года Юстерё является частью возрождённого муниципалитета Ёстерокер.

## Проект ВЭС Юстерё
На острове Юстерё предполагалось установить большое количество ветрогенераторов в рамках проекта по развитию возобновляемых источников энергии. Всего планировалось соорудить 23 ветрогенератора, каждая мощностью в 2 МВт. В 2006 году были построены два ветряные ветрогенератора мощностью 0,8 МВт. Планировалось в течение 2009 года установить ещё один ветрогенератор с мощностью 2 МВт, но другие турбины не были одобрены властью муниципалитетом Ёстерокер. Проект подвергся серьёзной критике со стороны ка временных жителей острова, так и постоянного населения, которые опасались негативного влияния на окружающую среду архипелага и не хотели, чтобы остров стал «похожим на промышленную электростанцию». Были указаны и другие негативные эффекты, таких как генерация низкочастотного шума, снижение стоимости недвижимости и т. д.

## Галерея
- Карта Юстерё
- Ветрогенератор на острове Юстерё в 2014 году
- Церковь Юстерё. Март 2008.
- Старый дуб в Боссарвикен, северная часть Юстерё. Май 2008.
- Лебеди в южной части Юстерё. Июль 2008 года.
- Клинцундет, «дверь на внешний архипелаг» и мост, который соединяет западный и восточный Лагно. Июнь 2008
- Марумская ферма. Июль 2008 года.
- Вид с Юстерё на север. Июль 2008 года.
- Юстерё-Öctanå